# Sericesthis minima
Sericesthis minima är en skalbaggsart som beskrevs av Britton 1987. Sericesthis minima ingår i släktet Sericesthis och familjen Melolonthidae. Inga underarter finns listade i Catalogue of Life.